# Ozri se v gnevu
Ozri se v gnevu je album v živo Petar Ugrin Quinteta. Album je bil posnet leta 12. julija 1998 v letnem gledališču Križanke v Ljubljani.
Album je leta 2001 prejel Zlatega petelina za jazz album.

## Seznam skladb
| Št. | Naslov                              | Dolžina |
| --- | ----------------------------------- | ------- |
| 1.  | „Road‟ (Primož Grašič)              | 10:50   |
| 2.  | „Ozri se v gnevu‟ (Petar Ugrin)     | 6:06    |
| 3.  | „Bug in a Rug‟ (Steve Swallow)      | 10:16   |
| 4.  | „Nad mestom se dani‟ (Jože Privšek) | 11:12   |
| 5.  | „Art of the Big Band‟ (Bob Mintzer) | 5:25    |
| 6.  | „Visit‟ (Primož Grašič)             | 11:55   |
| 7.  | „We Need the Time‟ (Jože Privšek)   | 6:23    |

## Zasedba
- Petar Ugrin – trobenta, krilnica
- Primož Grašič – kitara
- Ratko Divjak – bobni
- Blaž Jurjevčič – klavir
- Aleš Avbelj – bas